# Portel-des-Corbières
Portel-des-Corbières település Franciaországban, Aude megyében. Lakosainak száma 1288 fő (2022. január 1.). Portel-des-Corbières Peyriac-de-Mer, Roquefort-des-Corbières, Saint-André-de-Roquelongue, Sigean és Villesèque-des-Corbières községekkel határos.

## Népesség
A település népességének változása:
| Lakosok száma | 881  | 889  | 971  | 1097 | 1267 | 1318 | 1357 | 1339 | 1322 | 1288 |
|               | 1968 | 1982 | 1990 | 2006 | 2013 | 2015 | 2017 | 2019 | 2020 | 2022 |